# Лютомеж (Нижньосілезьке воєводство)
Лютомеж (пол. Lutomierz) — село в Польщі, у гміні Стошовиці Зомбковицького повіту Нижньосілезького воєводства.
Населення — 320 осіб (2011).
У 1975-1998 роках село належало до Валбжиського воєводства.

## Демографія
Демографічна структура станом на 31 березня 2011 року:
|          | Загалом | Допрацездатний вік | Працездатний вік | Постпрацездатний вік |
| -------- | ------- | ------------------ | ---------------- | -------------------- |
| Чоловіки | 151     | 35                 | 109              | 7                    |
| Жінки    | 169     | 32                 | 103              | 34                   |
| Разом    | 320     | 67                 | 212              | 41                   |